# Giubicolanta
Giubicolanta é um gênero de traça pertencente à família Arctiidae.